# 福島県道183号白坂停車場線
福島県道183号白坂停車場線（ふくしまけんどう183ごう しらさかていしゃじょうせん）は、福島県白河市にある一般県道である。

## 路線概要
- 起点：福島県白河市白坂字大倉矢見（JR東北本線白坂駅前）
- 終点：福島県白河市白坂
- 総延長：1.738 km[1]
  - 実延長：総延長に同じ
- 路線認定年月日：1959年8月31日[2]

### 重用路線
- 福島県道184号白坂停車場小田倉線（白河市白坂字大倉矢見〈起点〉～同市白坂字三輪台）

## 通過する自治体
- 福島県
  - 白河市

## 接続・交差する道路
- 福島県道184号白坂停車場小田倉線 小田倉方面（白坂字三輪台）
- 国道294号・福島県道388号白坂関辺線（白坂 終点）

## 沿線
- JR東北本線 白坂駅
- 白河市立白河第五小学校
- 白河市役所白坂地区行政センター